# Carrowmore Lake
Il Carrowmore Lake (in gaelico irlandese: Loch na Ceathrún Móire) è un lago situato nella contea di Mayo, Irlanda. Il lago è ubicato nel punto meridionale della Baia di Broadhaven, tra i villaggi di Barnatra e Bangor Erris. Il lago è lungo 6 km e largo 5 km (entrambe considerate come massime distanze in latitudine e longitudine) per una superficie complessiva di 9.1 km2. Dal lago viene prelevata l'acqua potabile che alimenta l'intera zona di Bangor Erris. Il lago è alimentato dalle acque del fiume Carrowmore e presenta un emissario, l'Owenmore che sfocia nella Baia di Blacksod.
Il lago è un'area protetta secondo la direttiva europea per la tutela degli uccelli, essendo presenti 11 specie sotto protezione attiva. In ragione di quanto appena specificato è una meta apprezzata dagli appassionati di bird-watching.
Le sponde del lago sono caratterizzata dalla presenza di torbiera, ciononostante sono presenti diverse case. Nel bacino di utenza del lago rientra, oltre alla già citata Bangor Erris, anche la raffineria del Progetto Corrib.

## Pesca
Il lago, analogamente alla maggior parte dei laghi della contea di Mayo, è ricco di pesci e meta per i praticanti della pesca sportiva. La stagione di pesca è articolata secondo il seguente scadenziario:
- Salmone - dal 1º gennaio al 30 settembre.
- Trota di mare - dal 1º febbraio al 30 settembre.
- Trota bruna - dal 15 febbraio al 30 settembre.

## Strade
Il lago è costeggiato da un'unica strada, sulla sponda occidentale. La strada locale appena citata è lunga 9 km e collega la strada regionale R314 (deviazione presente all'altezza di Barnatra) alla strada regionale R313 (deviazione 3 km ad Ovest di Bangor Erris).